# Élections législatives de 2007 en Poitou-Charentes
Dans les Deux-Sèvres et la Charente, les présentations de candidatures ont été marquées par des dissensions au sein des partis.
Au PS, Éric Gautier a refusé le poste de suppléant de Delphine Batho dans la 2e circonscription des Deux-Sèvres (circonscription de Ségolène Royal jusqu'en 2007) à la suite du vote des militants la désignant, arguant du manque de neutralité de la première fédérale qui avait marqué sa préférence pour Batho plutôt que pour lui.
Dans la 2e circonscription de la Charente, Jérôme Mouhot, candidat officiel de l'UMP et maire de Cognac, voit quant à lui s'opposer l'un de ses conseillers municipaux, Bertrand Sourisseau.
Dans la 4e circonscription de la Charente (Angoulême-Nord), les instances dirigeantes du PS ont fait le choix de parachuter Malek Boutih, secrétaire national chargé des questions de société. À la suite d'un vote de la fédération charentaise du PS, Martine Pinville, désignée par les militants, a fait le choix de maintenir sa candidature contre Malek Boutih. Elle a depuis été exclue du Parti socialiste ainsi que son suppléant, le député sortant Jean-Claude Beauchaud. Dans cette même circonscription, le candidat officiel UMP, Philippe Mottet, devra aussi faire face à la candidature UMP dissidente de Jean-Léopold Siwé-Nana.
Yann Andrieux qui représente le CPNT dans la 1re circonscription, subira l'attirance des français vers le bipartisme, juste derrière le PCF.

## Résultats globaux
| Parti | Parti                             | Charente | Charente | Charente-Maritime | Charente-Maritime | Deux-Sèvres | Deux-Sèvres | Vienne | Vienne | Total  | Total |
| Parti | Parti                             | Sièges   | +/-      | Sièges            | +/-               | Sièges      | +/-         | Sièges | +/-    | Sièges | +/-   |
| ----- | --------------------------------- | -------- | -------- | ----------------- | ----------------- | ----------- | ----------- | ------ | ------ | ------ | ----- |
|       | Parti Socialiste                  | 4        | +1       | 2                 | +1                | 3           | +1          | 3      | +2     | 12     | +5    |
|       | Union pour un Mouvement Populaire | 0        | -1       | 3                 | -1                | 1           | -1          | 0      | -2     | 4      | -5    |
|       | Parti Social Libéral Européen     | 0        | 0        | 0                 | 0                 | 0           | 0           | 1      | 0      | 1      | 0     |
| Total | Total                             | 4        | 4        | 5                 | 5                 | 4           | 4           | 4      | 4      | 17     | 17    |

## Liste des candidats pour lesélections législativesdejuin 2007

### Charente

#### 1recirconscription(Angoulême1)
| Nom du candidat              | Parti          | Résultats 1er tour | Résultats 1er tour | Résultats 2e tour | Résultats 2e tour |
| Nom du candidat              | Parti          | Voix               | %                  | Voix              | %                 |
| ---------------------------- | -------------- | ------------------ | ------------------ | ----------------- | ----------------- |
| Jean-Claude Viollet, sortant | PS             | 15 615             | 40,93 %            | 22 687            | 58,74 %           |
| Martine Faury                | UMP            | 13 309             | 34,89 %            | 15 935            | 41,26 %           |
| Samuel Cazenave              | UDF-MoDem      | 3 196              | 8,38 %             |                   |                   |
| Jean-Yves Le Turdu           | Les Verts      | 1 145              | 3,00 %             |                   |                   |
| Yseult Goutierre             | FN             | 1 017              | 2,67 %             |                   |                   |
| Jean-Pierre Bellefaye        | LCR            | 934                | 2,45 %             |                   |                   |
| Fanny Luteau                 | PCF            | 716                | 1,88 %             |                   |                   |
| Danièle Duclaud              | MPF            | 588                | 1,54 %             |                   |                   |
| Yann Andrieux                | CPNT           | 506                | 1,33 %             |                   |                   |
| Jean-Pierre Courtois         | LO             | 326                | 0,85 %             |                   |                   |
| Valérie Paour                | GE             | 287                | 0,75 %             |                   |                   |
| Alain Chailloux              | CNI            | 261                | 0,68 %             |                   |                   |
| Josette Blanc                | Divers         | 249                | 0,65 %             |                   |                   |
| Abstentions                  | Abstentions    | 24 665             | 38,72 %            | 24 133            | 37,88 %           |
| Blancs et nuls               | Blancs et nuls | 895                | 1,40 %             | 955               | 1,50 %            |

#### 2ecirconscription(Cognac)
| Nom du candidat        | Parti          | Résultats 1er tour | Résultats 1er tour | Résultats 2e tour | Résultats 2e tour |
| Nom du candidat        | Parti          | Voix               | %                  | Voix              | %                 |
| ---------------------- | -------------- | ------------------ | ------------------ | ----------------- | ----------------- |
| Noël Belliot           | UDF-MoDem      | 2 043              | 5,51 %             |                   |                   |
| Jean-Baptiste Millon   | FN             | 967                | 2,61 %             |                   |                   |
| Jean-Pierre Tournier   | MNR            | 133                | 0,36 %             |                   |                   |
| Patrick Bompoint       | PRG            | 629                | 1,70 %             |                   |                   |
| Marie-Line Reynaud     | PS             | 10 515             | 28,37 %            | 19 858            | 52,78 %           |
| Nathalie Nouts         | LCR            | 788                | 2,13 %             |                   |                   |
| Bertrand Sourisseau    | Divers Droite  | 6 612              | 17,84 %            |                   |                   |
| Simone Fayaud          | PCF            | 984                | 2,66 %             |                   |                   |
| Jérôme Mouhot          | UMP            | 9 925              | 26,78 %            | 17 767            | 47,22 %           |
| Danièle Dessouchet     | LO             | 378                | 1,02 %             |                   |                   |
| Philippe Malsacré      | CPNT           | 891                | 2,40 %             |                   |                   |
| Michel Adam            | Les Verts      | 1 015              | 2,74 %             |                   |                   |
| Patrick Fito           | MPF            | 346                | 0,93 %             |                   |                   |
| Jean-Claude Fayemendie | Divers Gauche  | 1 836              | 4,95 %             |                   |                   |
| Abstentions            | Abstentions    | 24 699             | 39,53 %            | 23 662            | 37,87 %           |
| Blancs et nuls         | Blancs et nuls | 725                | 1,92 %             | 1 195             | 3,08 %            |

#### 3ecirconscription(Confolens)
| Nom du candidat         | Parti          | Résultats 1er tour | Résultats 1er tour | Résultats 2e tour | Résultats 2e tour |
| Nom du candidat         | Parti          | Voix               | %                  | Voix              | %                 |
| ----------------------- | -------------- | ------------------ | ------------------ | ----------------- | ----------------- |
| Ioana Vaudin            | UDF-MoDem      | 3 053              | 6,92 %             |                   |                   |
| Joël Bouchard           | CNI            | 303                | 0,69 %             |                   |                   |
| René Thromas            | FN             | 1 429              | 3,24 %             |                   |                   |
| Claire Tournier         | MNR            | 186                | 0,42 %             |                   |                   |
| Michelle Mauvillain     | PCF            | 1 660              | 3,76 %             |                   |                   |
| Marie-Thérèse Gerault   | LCR            | 933                | 2,12 %             |                   |                   |
| Jérôme Lambert, sortant | PS             | 19 485             | 44,17 %            | 27 484            | 61,56 %           |
| Jean Urroz              | Parti Occitan  | 123                | 0,28 %             |                   |                   |
| Pascale Protzenko       | Divers         | 203                | 0,46 %             |                   |                   |
| Caroline Fombaron       | UMP            | 13 158             | 29,83 %            | 17 163            | 38,44 %           |
| Brigitte Moreau         | MPF            | 946                | 2,14 %             |                   |                   |
| Anne Mainguy            | LO             | 365                | 0,83 %             |                   |                   |
| Agnès Malsacré          | CPNT           | 748                | 1,70 %             |                   |                   |
| Robert Tixier           | PSLE           | 234                | 0,53 %             |                   |                   |
| Madeleine Labie         | Les Verts      | 1 285              | 2,91 %             |                   |                   |
| Abstentions             | Abstentions    | 23 883             | 34,54 %            | 23 280            | 33,67 %           |
| Blancs et nuls          | Blancs et nuls | 1 152              | 2,55 %             | 1 215             | 2,65 %            |

#### 4ecirconscription(Angoulême2)
Abstention : 37,80 %
| Nom du candidat         | Parti               | Résultats 1er tour | Résultats 1er tour | Résultats 2e tour | Résultats 2e tour |
| Nom du candidat         | Parti               | Voix               | %                  | Voix              | %                 |
| ----------------------- | ------------------- | ------------------ | ------------------ | ----------------- | ----------------- |
| Michel Bouron           | UDF-MoDem           | 3 030              | 7,61 %             |                   |                   |
| Malek Boutih            | PS                  | 6 236              | 15,66 %            |                   |                   |
| Aurore Chailloux        | CNI                 | 452                | 1,13 %             |                   |                   |
| Marie-Christine Cardoso | FN                  | 996                | 2,50 %             |                   |                   |
| Michel Deboeuf          | LCR                 | 849                | 2,13 %             |                   |                   |
| Céline Gilardeau        | MNR                 | 209                | 0,52 %             |                   |                   |
| Nicole Gadrat           | LO                  | 265                | 0,67 %             |                   |                   |
| Philippe Mottet         | UMP                 | 14 170             | 35,58 %            | 17 345            | 42,97 %           |
| Martine Pinville        | Dissidente PS       | 8 380              | 21,04 %            | 23 024            | 57,03 %           |
| Françoise Soulé         | Les Verts           | 1 130              | 2,84 %             |                   |                   |
| Jacques Persyn          | Divers Gauche       | 3 566              | 8,95 %             |                   |                   |
| Erick Lacube            | La France en action | 223                | 0,56 %             |                   |                   |
| Jean-Léopold Siwé-Nana  | Divers              | 325                | 0,82 %             |                   |                   |
| Abstentions             | Abstentions         | 24 702             | 37,80 %            | 23 837            | 36,48 %           |
| Blancs et nuls          | Blancs et nuls      | 813                | 2,00 %             | 1 141             | 2,75 %            |

Députés sortants

### Charente-Maritime

#### 1recirconscription(La Rochelle)
| Nom du candidat                  | Parti               | Résultats 1er tour | Résultats 1er tour | Résultats 2e tour | Résultats 2e tour |
| Nom du candidat                  | Parti               | Voix               | %                  | Voix              | %                 |
| -------------------------------- | ------------------- | ------------------ | ------------------ | ----------------- | ----------------- |
| Jean-Noël Debroise               | GE                  | 743                | 1,27 %             |                   |                   |
| Dominique Morvant                | UMP                 | 21 099             | 35,95 %            | 26 409            | 44,95 %           |
| Maxime Bono, sortant             | PS                  | 23 928             | 40,77 %            | 32 345            | 55,05 %           |
| Antoine Colin                    | LO                  | 308                | 0,52 %             |                   |                   |
| Jacques Dumerc                   | PT                  | 174                | 0,30 %             |                   |                   |
| Jean-Marc de Lacoste Lareymondie | FN                  | 1 422              | 2,42 %             |                   |                   |
| Claire Melchiori                 | La France en action | 375                | 0,64 %             |                   |                   |
| Esther Memain                    | PCF                 | 1 349              | 2,30 %             |                   |                   |
| Patrick Vallée                   | LCR                 | 1 043              | 1,78 %             |                   |                   |
| Gaëlle Mangin                    | Les Verts           | 1 658              | 2,83 %             |                   |                   |
| Serge Lavaud                     | MPF                 | 772                | 1,32 %             |                   |                   |
| Elisabeth Delorme-Blaizot        | UDF-MoDem           | 3 479              | 5,93 %             |                   |                   |
| Michelle Richard                 | CPNT                | 617                | 1,05 %             |                   |                   |
| Richard Douard                   | Divers Droite       | 1 719              | 2,93 %             |                   |                   |
| Abstentions                      | Abstentions         | 36 665             | 38,23 %            | 34 600            | 35,87 %           |
| Blancs et nuls                   | Blancs et nuls      | 555                | 0,94 %             | 3 109             | 5,03 %            |

#### 2ecirconscription(Rochefort)
| Nom du candidat             | Parti                | Résultats 1er tour | Résultats 1er tour | Résultats 2e tour | Résultats 2e tour |
| Nom du candidat             | Parti                | Voix               | %                  | Voix              | %                 |
| --------------------------- | -------------------- | ------------------ | ------------------ | ----------------- | ----------------- |
| Jean-Louis Léonard, sortant | UMP                  | 23 432             | 42,98 %            | 27 321            | 50,20 %           |
| Dominique Droin             | MPF                  | 1 091              | 2,00 %             |                   |                   |
| André Bonnin                | PS                   | 16 351             | 29,99 %            | 27 101            | 49,80 %           |
| Anne Bernon                 | LO                   | 461                | 0,85 %             |                   |                   |
| Fabrice Restier             | Debout la République | 153                | 0,28 %             |                   |                   |
| Marie-Françoise Catalan     | FN                   | 1 713              | 3,14 %             |                   |                   |
| Laurent Talbot              | La France en action  | 380                | 0,70 %             |                   |                   |
| Jacques Maret               | UDF-MoDem            | 2 756              | 5,05 %             |                   |                   |
| Michel Bel                  | Divers Droite        | 602                | 1,10 %             |                   |                   |
| Jean-Claude Deborde         | PT                   | 271                | 0,50 %             |                   |                   |
| Denis Poulain               | LCR                  | 1 411              | 2,59 %             |                   |                   |
| Gérard Blanchier            | PCF                  | 1 905              | 3,49 %             |                   |                   |
| Thierry Joulin              | CPNT                 | 1 828              | 3,35 %             |                   |                   |
| Corinne Cap                 | Les Verts            | 2 170              | 3,98 %             |                   |                   |
| Abstentions                 | Abstentions          | 36 745             | 39,83 %            | 36 551            | 39,62 %           |
| Blancs et nuls              | Blancs et nuls       | 992                | 1,79 %             | 1 289             | 2,31 %            |

#### 3ecirconscription(Saintes)
| Nom du candidat         | Parti               | Résultats 1er tour | Résultats 1er tour | Résultats 2e tour | Résultats 2e tour |
| Nom du candidat         | Parti               | Voix               | %                  | Voix              | %                 |
| ----------------------- | ------------------- | ------------------ | ------------------ | ----------------- | ----------------- |
| Catherine Quéré         | PS                  | 15 446             | 31,99 %            | 25 501            | 52,02 %           |
| Christian Couillaud     | Les Verts           | 1 320              | 2,73 %             |                   |                   |
| Michelle Carmouse       | PCF                 | 1 398              | 2,90 %             |                   |                   |
| Khamssa Rahmani         | LO                  | 338                | 0,70 %             |                   |                   |
| Yolande Bak             | FN                  | 1 489              | 3,08 %             |                   |                   |
| Christine Tasin         | MRC                 | 276                | 0,57 %             |                   |                   |
| David Levêque           | La France en action | 463                | 0,96 %             |                   |                   |
| Xavier de Roux, sortant | UMP                 | 19 037             | 39,43 %            | 23 522            | 47,98 %           |
| Aline Mathieu           | MPF                 | 910                | 1,88 %             |                   |                   |
| Philippe Barotin        | CPNT                | 1 525              | 3,16 %             |                   |                   |
| Jean-Philippe Ardouin   | UDF-MoDem           | 4 793              | 9,93 %             |                   |                   |
| Nadège Edwards          | LCR                 | 1 283              | 2,66 %             |                   |                   |
| Abstentions             | Abstentions         | 30 531             | 38,28 %            | 29 211            | 36,62 %           |
| Blancs et nuls          | Blancs et nuls      | 956                | 1,94 %             | 1 529             | 3,02 %            |

#### 4ecirconscription(Royan-Est)
| Nom du candidat      | Parti                | Résultats 1er tour | Résultats 1er tour | Résultats 2e tour | Résultats 2e tour |
| Nom du candidat      | Parti                | Voix               | %                  | Voix              | %                 |
| -------------------- | -------------------- | ------------------ | ------------------ | ----------------- | ----------------- |
| Dominique Bussereau  | UMP                  | 26 322             | 51,73 %            |                   |                   |
| Séverine Werbrouck   | MPF                  | 723                | 1,42 %             |                   |                   |
| Jean-Marc Langlais   | PCF                  | 923                | 1,81 %             |                   |                   |
| Régine Joly          | PS                   | 12 151             | 23,90 %            |                   |                   |
| Bernard Roy          | FN                   | 1 936              | 3,80 %             |                   |                   |
| Alain Girard         | MRC                  | 371                | 0,73 %             |                   |                   |
| Jack Lionet          | La France en action  | 281                | 0,55 %             |                   |                   |
| Françoise Doucet     | GE                   | 353                | 0,59 %             |                   |                   |
| Céline Alleaume      | UDF-MoDem            | 3 471              | 6,82 %             |                   |                   |
| Chantal Thomazeau    | CPNT                 | 1 630              | 3,20 %             |                   |                   |
| Danièle Lot          | Les Verts            | 982                | 1,93 %             |                   |                   |
| Lino Piva            | LCR                  | 1 113              | 2,19 %             |                   |                   |
| Christophe Bruneteau | LO                   | 371                | 0,73 %             |                   |                   |
| Grégory Couillaud    | Alternative libérale | 250                | 0,49 %             |                   |                   |
| Abstentions          | Abstentions          | 33 098             | 38,58 %            |                   |                   |
| Blancs et nuls       | Blancs et nuls       | 1 808              | 3,43 %             |                   |                   |

#### 5ecirconscription(Royan-Ouest)
| Nom du candidat         | Parti               | Résultats 1er tour | Résultats 1er tour | Résultats 2e tour | Résultats 2e tour |
| Nom du candidat         | Parti               | Voix               | %                  | Voix              | %                 |
| ----------------------- | ------------------- | ------------------ | ------------------ | ----------------- | ----------------- |
| Claude Meunier          | MPF                 | 1 142              | 1,92 %             |                   |                   |
| Didier Quentin, sortant | UMP                 | 31 884             | 53,51 %            |                   |                   |
| Alain Ignacimouttou     | Sans Étiquette      | 185                | 0,31 %             |                   |                   |
| Élise Somprou           | FN                  | 2 345              | 3,94 %             |                   |                   |
| Patrick Vaisse          | La France en action | 637                | 1,07 %             |                   |                   |
| Jacques Guiard          | PCF                 | 1 647              | 2,76 %             |                   |                   |
| Vincent Barraud         | PRG                 | 10 798             | 18,12 %            |                   |                   |
| Jean-Louis Jaulin       | CPNT                | 1 993              | 3,34 %             |                   |                   |
| Marouani Ben Hadj Salem | LO                  | 383                | 0,64 %             |                   |                   |
| Maria Dolores Delgado   | LCR                 | 1 603              | 3,03 %             |                   |                   |
| Nicole Kentzel          | Les Verts           | 1 983              | 3,33 %             |                   |                   |
| Alexis Blanc            | UDF-MoDem           | 4 790              | 8,04 %             |                   |                   |
| Abstentions             | Abstentions         | 39 666             | 39,48 %            |                   |                   |
| Blancs et nuls          | Blancs et nuls      | 1 218              | 2,00 %             |                   |                   |

Députés sortants

### Deux-Sèvres

#### 1recirconscription(Niort)
| Nom du candidat              | Parti          | Résultats 1er tour | Résultats 1er tour | Résultats 2e tour | Résultats 2e tour |
| Nom du candidat              | Parti          | Voix               | %                  | Voix              | %                 |
| ---------------------------- | -------------- | ------------------ | ------------------ | ----------------- | ----------------- |
| Lucie Chaumeron              | FN             | 742                | 1,93 %             |                   |                   |
| France Barraud               | MPF            | 842                | 2,19 %             |                   |                   |
| Geneviève Gaillard, sortante | PS             | 18 699             | 48,59 %            | 23 871            | 65,24 %           |
| Isabelle Leruste             | GE             | 464                | 1,21 %             |                   |                   |
| Serge Morin                  | Les Verts      | 1 629              | 4,23 %             |                   |                   |
| Maryse Vallée                | LO             | 301                | 0,78 %             |                   |                   |
| Marinette Veyssière          | PT             | 244                | 0,63 %             |                   |                   |
| Marie-Claire Kaluzny         | Divers         | 0                  | 0,00 %             |                   |                   |
| Frédéric Giraud              | Antilibéraux   | 1 243              | 3,23 %             |                   |                   |
| Frédéric Rouillé             | UMP            | 11 656             | 30,29 %            | 12 717            | 34,76 %           |
| Fabien Waechter              | UDF-MoDem      | 2 327              | 6,05 %             |                   |                   |
| Alain-Marc Goyat             | Divers         | 336                | 0,87 %             |                   |                   |
| Abstentions                  | Abstentions    | 25 128             | 39,06 %            | 26 735            | 41,57 %           |
| Blancs et nuls               | Blancs et nuls | 729                | 1,86 %             | 997               | 2,65 %            |

#### 2ecirconscription(Saint-Maixent)
| Nom du candidat           | Parti        | Résultats 1er tour | Résultats 1er tour | Résultats 2e tour | Résultats 2e tour |
| Nom du candidat           | Parti        | Voix               | %                  | Voix              | %                 |
| ------------------------- | ------------ | ------------------ | ------------------ | ----------------- | ----------------- |
| Iris Tisserand            | MPF          | 1 454              | 3,13 %             |                   |                   |
| Jean-Romée Charbonneau    | FN           | 1 312              | 2,83 %             |                   |                   |
| Jean-Pierre Griffault     | UMP          | 16 131             | 34,74 %            | 19 669            | 42,58 %           |
| Simone Gendreau-Donnefort | UDF-MoDem    | 2 947              | 6,35 %             |                   |                   |
| Nicole Poupinot           | LO           | 481                | 1,04 %             |                   |                   |
| Gilles Athanassoff        | Divers       | 430                | 0,93 %             |                   |                   |
| Gisèle Sicot              | Antilibéraux | 1 441              | 3,10 %             |                   |                   |
| Anne-Marie Vicquelin      | Divers       | 8                  | 0,02 %             |                   |                   |
| Geneviève Paillaud        | Les Verts    | 1 539              | 3,31 %             |                   |                   |
| Delphine Batho            | PS           | 20 690             | 44,56 %            | 26 524            | 57,42 %           |

#### 3ecirconscription(Parthenay)
| Nom du candidat              | Parti          | Résultats 1er tour | Résultats 1er tour | Résultats 2e tour | Résultats 2e tour |
| Nom du candidat              | Parti          | Voix               | %                  | Voix              | %                 |
| ---------------------------- | -------------- | ------------------ | ------------------ | ----------------- | ----------------- |
| Sylvie Albert                | FN             | 815                | 2,05 %             |                   |                   |
| Gaëtan Fort                  | PS             | 10 787             | 27,11 %            |                   |                   |
| Laurence Bunoust             | MPF            | 696                | 1,75 %             |                   |                   |
| Jean-Marie Morisset, sortant | UMP            | 22 143             | 55,66 %            |                   |                   |
| Benoît Michenot              | Sans Étiquette | 852                | 2,14 %             |                   |                   |
| Danièle Cassette             | LO             | 427                | 1,07 %             |                   |                   |
| Michel Clairand              | UDF-MoDem      | 2 025              | 5,09 %             |                   |                   |
| Jean-François Clopeau        | Antilibéraux   | 777                | 1,95 %             |                   |                   |
| Chantal Mathieu              | Les Verts      | 1 263              | 3,17 %             |                   |                   |

#### 4ecirconscription(Bressuire)
| Nom du candidat           | Parti          | Résultats 1er tour | Résultats 1er tour | Résultats 2e tour | Résultats 2e tour |
| Nom du candidat           | Parti          | Voix               | %                  | Voix              | %                 |
| ------------------------- | -------------- | ------------------ | ------------------ | ----------------- | ----------------- |
| Philippe Maurin           | FN             | 795                | 1,82 %             |                   |                   |
| Paul Bridier              | MPF            | 1 300              | 2,98 %             |                   |                   |
| Jacques Goguy             | Sans Étiquette | 28                 | 0,06 %             |                   |                   |
| Catherine Rousseau        | GE             | 416                | 0,95 %             |                   |                   |
| Jean-Pierre Gay           | Antilibéraux   | 1 027              | 2,35 %             |                   |                   |
| Cyril Pouclet             | Les Verts      | 1 233              | 2,82 %             |                   |                   |
| Jean Grellier             | PS             | 15 280             | 34,98 %            | 22 095            | 51,41 %           |
| Marie-José Faligant       | LO             | 614                | 1,41 %             |                   |                   |
| Alain Bernelas            | CPNT           | 458                | 1,05 %             |                   |                   |
| Aline Le Voguer           | Divers         | 313                | 0,72 %             |                   |                   |
| Dominique Paillé, sortant | UMP            | 19 175             | 43,89 %            | 20 886            | 48,59 %           |
| Pierre Bureau             | UDF-MoDem      | 3 047              | 6,97 %             |                   |                   |

Députés sortants

### Vienne

#### 1recirconscription(Poitiers-Nord)
| Nom du candidat       | Parti        | Résultats 1er tour | Résultats 1er tour | Résultats 2e tour | Résultats 2e tour |
| Nom du candidat       | Parti        | Voix               | %                  | Voix              | %                 |
| --------------------- | ------------ | ------------------ | ------------------ | ----------------- | ----------------- |
| Patrick Guichard      | GE           | 616                | 1,21 %             |                   |                   |
| Alain Claeys, sortant | PS           | 21 780             | 42,82 %            | 29 549            | 59,10 %           |
| Ludovic Gaillard      | LO           | 563                | 1,11 %             |                   |                   |
| Bruno Riondet         | Antilibéraux | 1 045              | 2,05 %             |                   |                   |
| Marie Legrand         | Les Verts    | 1 880              | 3,70 %             |                   |                   |
| Sadiman Anil          | UDF-MoDem    | 3 432              | 6,75 %             |                   |                   |
| Gilles Morin          | PT           | 309                | 0,61 %             |                   |                   |
| Bertrand Mathière     | MPF          | 997                | 1,96 %             |                   |                   |
| Patrick El Aroussi    | Divers       | 79                 | 0,16 %             |                   |                   |
| Aline Pinault         | PCF          | 1 009              | 1,98 %             |                   |                   |
| Josiane Laraque       | FN           | 1 411              | 2,77 %             |                   |                   |
| Sébastien Boucquaert  | Divers       | 350                | 0,69 %             |                   |                   |
| Jacqueline Daigre     | UMP          | 17 389             | 34,19 %            | 20 450            | 40,90 %           |

#### 2ecirconscription(Poitiers-Sud)
| Nom du candidat            | Parti      | Résultats 1er tour | Résultats 1er tour | Résultats 2e tour | Résultats 2e tour |
| Nom du candidat            | Parti      | Voix               | %                  | Voix              | %                 |
| -------------------------- | ---------- | ------------------ | ------------------ | ----------------- | ----------------- |
| Jean-Yves Chamard, sortant | UMP        | 18 521             | 40,15 %            | 20 699            | 44,94 %           |
| Christine Lourdaux         | LO         | 459                | 0,99 %             |                   |                   |
| Catherine Coutelle         | PS         | 15 952             | 34,58 %            | 25 358            | 55,06             |
| Marie de Mascureau         | MPF        | 704                | 1,53 %             |                   |                   |
| Hubert Adeline             | FN         | 929                | 2,01 %             |                   |                   |
| Françoise Poteau           | PCF        | 1 300              | 2,82 %             |                   |                   |
| Robert Rochaud             | Les Verts  | 1 963              | 4,26 %             |                   |                   |
| Valérie Soumaille          | LCR        | 1 424              | 3,09 %             |                   |                   |
| Françoise Colleau          | UDF-MoDem  | 3 929              | 8,52 %             |                   |                   |
| Laure Brard                | Divers     | 323                | 0,70 %             |                   |                   |
| Magalie Tillet             | Écologiste | 629                | 1,36 %             |                   |                   |

#### 3ecirconscription(Montmorillon)
| Nom du candidat       | Parti          | Résultats 1er tour | Résultats 1er tour | Résultats 2e tour | Résultats 2e tour |
| Nom du candidat       | Parti          | Voix               | %                  | Voix              | %                 |
| --------------------- | -------------- | ------------------ | ------------------ | ----------------- | ----------------- |
| Gérard Herbert        | UMP            | 16 527             | 38,63 %            | 21 526            | 49,91 %           |
| Brigitte de Fontaines | MPF            | 913                | 2,13 %             |                   |                   |
| Michel Brouard        | PCF            | 2 677              | 6,26 %             |                   |                   |
| Gérard Tête           | MNR            | 254                | 0,59 %             |                   |                   |
| Myriam Rossignol      | Antilibéraux   | 865                | 2,02 %             |                   |                   |
| Anne Brunet           | LO             | 585                | 1,37 %             |                   |                   |
| André Sénécheau       | Sans Étiquette | 3 667              | 8,57 %             |                   |                   |
| Chantal Dargère       | Divers         | 462                | 1,08 %             |                   |                   |
| Jacques Nicolas       | Les Verts      | 1 242              | 2,90 %             |                   |                   |
| Jean-Michel Clément   | PS             | 13 118             | 30,66 %            | 21 604            | 50,09 %           |
| Maxime Labesse        | FN             | 1 081              | 2,53 %             |                   |                   |
| Jean-Louis Bretaudeau | CPNT           | 1 389              | 3,25 %             |                   |                   |

#### 4ecirconscription(Châtellerault)
| Nom du candidat             | Parti      | Résultats 1er tour | Résultats 1er tour | Résultats 2e tour | Résultats 2e tour |
| Nom du candidat             | Parti      | Voix               | %                  | Voix              | %                 |
| --------------------------- | ---------- | ------------------ | ------------------ | ----------------- | ----------------- |
| Éric Audebert               | FN         | 2 124              | 4,84 %             |                   |                   |
| Paul Fromonteil             | PCF        | 2 023              | 4,61 %             |                   |                   |
| Jean-Pierre Abelin, sortant | PSLE       | 20 237             | 46,16 %            | 24 282            | 56,62 %           |
| Pierre-Claude Fouquenet     | MPF        | 1 122              | 2,56 %             |                   |                   |
| Brigitte Tondusson          | PS         | 11 296             | 25,77 %            | 18 605            | 43,38 %           |
| Patrice Villeret            | LO         | 1 052              | 2,40 %             |                   |                   |
| Francine Bachelier          | MRC        | 618                | 1,41 %             |                   |                   |
| Jérôme Guy                  | LCR        | 808                | 1,84 %             |                   |                   |
| Virginie Bourgeois          | Divers     | 493                | 1,12 %             |                   |                   |
| Véronique Massonneau        | Les Verts  | 2 173              | 4,96 %             |                   |                   |
| Isabelle Velasque           | Écologiste | 654                | 1,49 %             |                   |                   |
| Sylvie Gaillard             | CPNT       | 1 242              | 2,83 %             |                   |                   |

Députés sortants